# Hanno Edelmann

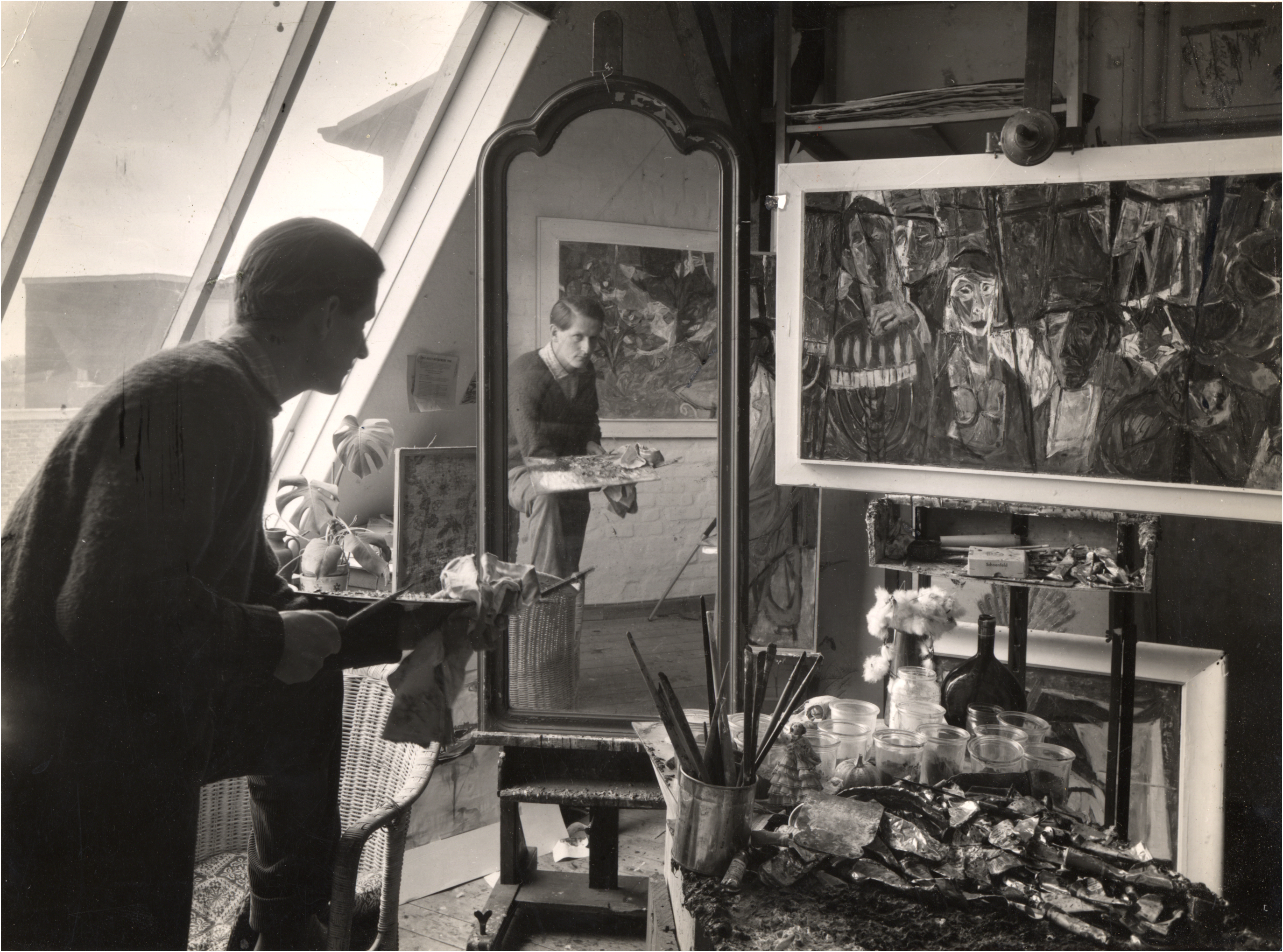
Hanno Edelmann 1959 im Hamburger Atelier

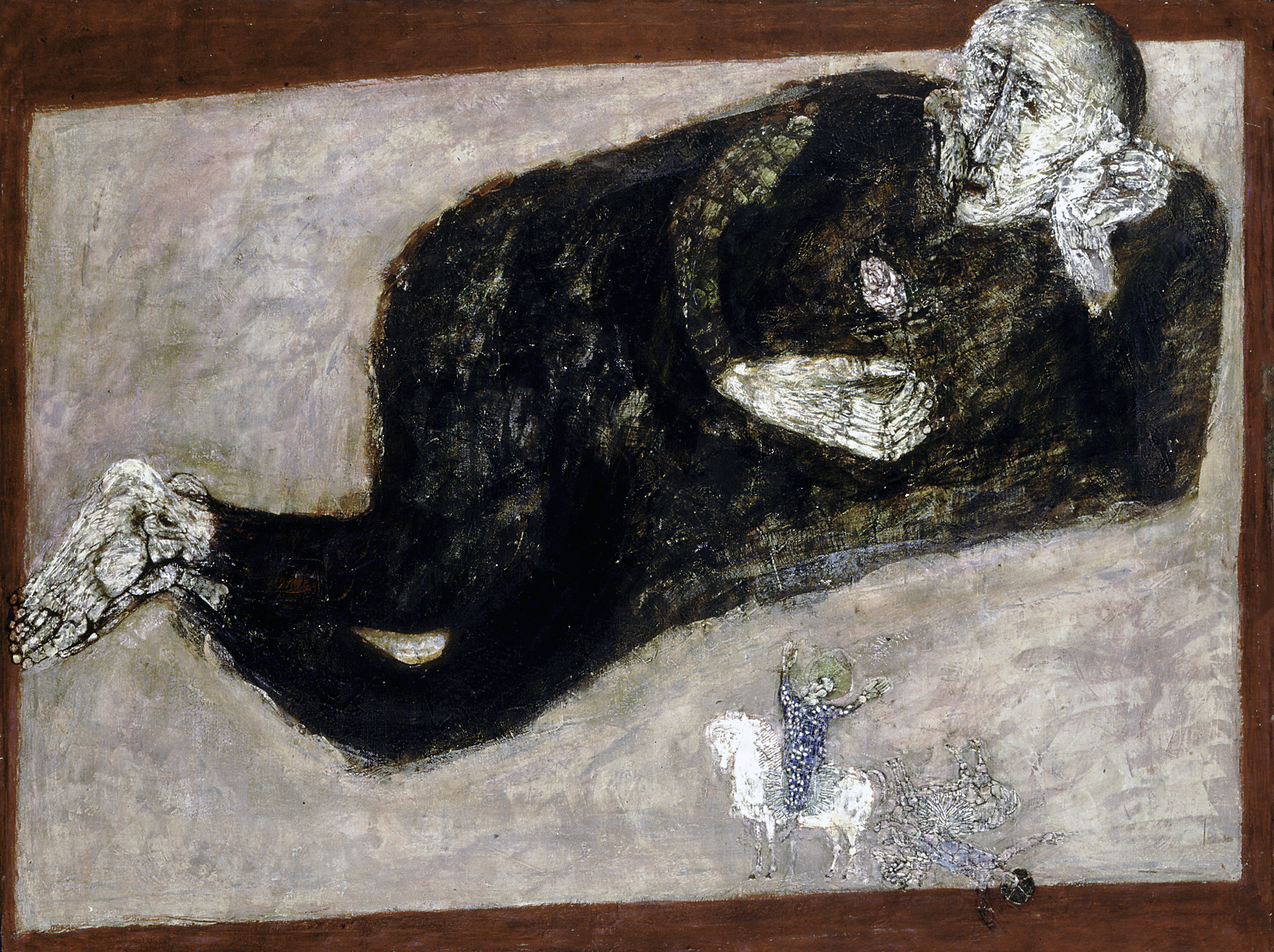
Die Weisheit, Temperabild von 1960

Hanno Edelmann (* 18. November 1923 in Hamburg; † 13. Juli 2013 ebenda) war ein deutscher Maler, Grafiker und Bildhauer.

## Leben
Als 10-Jähriger belegte Hanno Edelmann Abendkurse in Zeichnen an der Hochschule für Bildende Künste in Hamburg. 1936 begann er eine Architekturlehre, porträtierte aber hauptsächlich die Mitarbeiter an ihren Zeichenbrettern. 1937 brach er diese Lehre ab und begann in einer Kunstdruckerei als Lithographie-Lehrling, wo er etliche Maler kennenlernte, die dort ihre Werke drucken ließen. Mit ihnen zusammen malte er hauptsächlich Akte und Porträts. 1941 wurde er als 17-Jähriger zur Heer eingezogen und geriet 1943 in sowjetische Gefangenschaft. 1947 als Verwundeter nach Hamburg zurückgekehrt, stieß er als Patient im Universitätskrankenhaus Eppendorf auf Dora Klostermann, die Oberschwester der Chirurgischen Klinik. Sie war beeindruckt von Edelmanns Zeichnungen und der Intensität, mit der er auch im Krankenhaus an ihnen arbeitete. Als Kunstliebhaberin und Sammlerin öffnete sie ihm ihre große Sammlung deutscher Expressionisten. In der bitterarmen Nachkriegszeit unterstützte sie ihn mit kleinen Geldsummen. Sie ermöglichte ihm Studienaufenthalte auf dem Land und knüpfte Verbindungen zu Galeristen und Sammlern.
1948 begann Hanno Edelmann mit dem Kunststudium an der Hamburger Hochschule für Bildende Künste. Er war zunächst einige Semester in der Grafikklasse von Professor Krubeck und wechselte dann in die Malklasse von Willem Grimm. Sein Studium finanzierte er durch die Illustration von Büchern, u. a. den frühen Titeln der Hamburger Lesehefte.
Hanno Edelmann verstarb im Alter von 89 Jahren und wurde am 30. Juli 2013 auf dem Rahlstedter Friedhof beigesetzt.

## Werk
Nach dem Studium, 1953, unternahm er mit seiner Frau, der Künstlerin Erika Estag, Studienreisen nach Holland und Spanien. Insbesondere in Spanien entstanden viele großformatige Ölbilder. Hanno Edelmann bevorzugte gegen den Trend der Zeit die gegenständliche Malerei. Die Spanienreise hatte großen Einfluss auf sein Schaffen im Atelier – die Farben seiner Bilder wurden intensiver, sein Stil selbstsicherer. 1960 wurde die erste große Einzelausstellung im Hamburger Völkerkundemuseum eröffnet.
In den 1960er Jahren entstanden viele gesellschaftskritische Bilder. 1962 erhielt Hanno Edelmann den Auftrag, die Fenster für die Martin-Luther-Kirche in Hamburg-Alsterdorf zu entwerfen. In den Jahren danach folgten 20 weitere Aufträge für die Projektierung von Kirchenfenstern. Mehrere Reisen nach Griechenland und Italien lieferten ihm für sein malerisches Werk neue Ideen. Insbesondere der Karneval in Venedig motivierte ihn zur Schaffung etlicher charakteristischer Werke.
In den 1980er Jahren begann Hanno Edelmann mit der Gestaltung von Skulpturen, insbesondere aus Bronzeguss. Plastiken, großformatige Ölbilder, Aquarelle und Graphiken zeigen die schöpferische Vielfalt des Künstlers.
Werkliste (Auswahl):

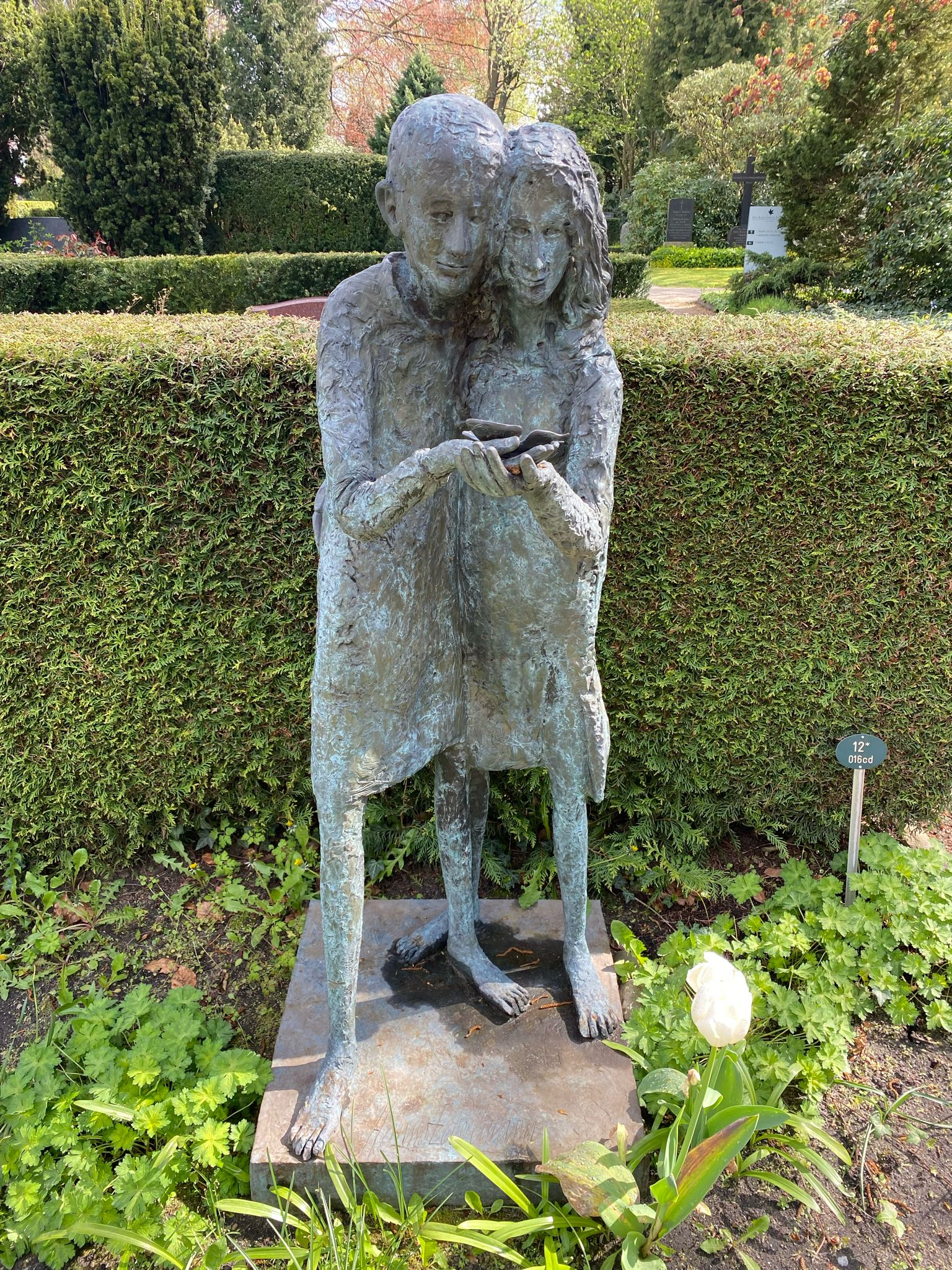
Grabstätte auf dem Rahlstedter Friedhof

- 1957: „Zwei Tänzerinnen“ – Sgraffito in Hamburg-Langenhorn, Stadtteilschule Am Heidberg
- 1960–1961: Diverse Fenster der Timotheuskirche in Hamburg-Horn
- 1961–1962: Seitenfenster der Epiphanienkirche in Hamburg-Winterhude
- 1962: Großes Giebelfenster und weitere Fenster der St. Andreas-Kapelle in Riepsdorf-Koselau
- 1962: Diverse Fenster der Heilig-Kreuz-Kirche in Börnsen
- 1962: Diverse Fenster der Kreuzkirche in Hamburg-Barmbek Süd
- 1963: Großes Giebelfenster der Emmaus-Kirche in Hartenholm
- 1963: Großes Giebelfenster der Christuskirche in Friedrichskoog
- 1964: Drei Fenster in der Friedhofskapelle in Trittau
- 1964: Großes Giebelfenster der Geroldskapelle in Dahme
- 1965: Altarfenster und Fenster in den Seitenwänden der Lukaskirche in Hamburg-Sasel (Kirche wurde 2020 geschlossen)[7]
- 1967: Diverse Fenster der Cantatekirche in Hamburg-Duvenstedt
- 1967: „Heilung eines Taubstummen“ – Bronzerelief an der Cantatekirche in Hamburg-Duvenstedt
- 1967: Großes Giebelfenster und Altarseitenfenster der Christuskirche in Alveslohe
- 1968: Fenster in der Eingangshalle und in der Krypta im Bibliotheks- und Medienzentrum der Nordkirche in Kiel[8]
- 1968: Diverse Fenster der St. Gabriel-Kirche in Hamburg-Volksdorf
- 1968–1969: Wandrelief im Innenhof der Kreisverwaltung Plön
- 1970: Diverse Fenster der Lutherkirche in Hamburg-Bahrenfeld
- 1973: Altarfenster der Kapelle Sophienhof in Schellhorn
- 1973: Grabmal (Keramik, 3 Meter hoch) auf dem Friedhof Ohlsdorf in Hamburg
- 1982: Seitenfenster der Apostel-Johannes-Kirche in Oering
- 1986: Fünf Chorfenster der St. Gertrud-Kirche in Hamburg-Uhlenhorst (mit Einbezug der alten Fenster aus St. Nikolai am Hopfenmarkt)[9]
- 1987: Fenster der Friedhofskapelle in Hamburg-Bergstedt
- 1989: „Adam und Eva“ (Bronze) in Hamburg-Rahlstedt
- 1994: „Feuermacher“ (Bronze) in Hamburg-Rahlstedt
- 2005: „Der Flüsterer“ (Bronze) in Hamburg-Rahlstedt
- 2006: Skulptur (Bronze) auf dem Friedhof in Hamburg-Rahlstedt